# Cedmon
Cedmon – imię męskie pochodzenia celtyckiego; jedna z wielu form obocznych celtyckiego imienia Catumanus (starowalijskiego Catman), które zawiera element cath– //cad– — "walka, bitwa". Patronem tego imienia jest święty Cedmon z Whitby z VII wieku, poeta religijny, autor najstarszego zachowanego tekstu w staroangielskim. 
Cedmon imieniny obchodzi 11 lutego.